# Lichnoptera gulo
Lichnoptera gulo är en fjärilsart som beskrevs av Herrich-Schäffer 1850. Lichnoptera gulo ingår i släktet Lichnoptera och familjen Pantheidae. Inga underarter finns listade i Catalogue of Life.